# ホ・ジノ
ホ・ジノ（허진호、1963年8月8日 - ）は、韓国の映画監督。延世大学校哲学科、韓国映画アカデミー（KAFA）卒業。C-JES所属。
1998年、初監督作品『八月のクリスマス』で、青龍映画賞最優秀作品賞ほか各賞を受賞 。以後の監督作品は2001年の『春の日は過ぎゆく』、2005年ペ・ヨンジュン主演の『四月の雪』など。

## 監督作品
- コチョルのために（1993年、短編）
- 八月のクリスマス（1998年）
- 春の日は過ぎゆく（2001年）
- 20のアイデンティティ/異共「アローン･トゥゲザー」（2004年）
- 四月の雪（2005年）
- ハピネス（2007年）
- きみに微笑む雨（2009年）
- オガムド〜五感度〜「Me, I'm Hero 」（2009年）
- 危険な関係（2012年）
- ラスト・プリンセス 大韓帝国最後の皇女（2016年）
- 二つの光（2017年、短編）
- 世宗大王 星を追う者たち（2019年）
- LOST 人間失格（2021年、テレビドラマ、演出）
- 満ち足りた家族（2024年）

## 脚本作品
- キリマンジャロ（2000年）

## 受賞歴
- 1998年 第19回 青龍映画賞 最優秀作品賞
- 1998年 第34回 百想芸術大賞 新人監督賞
- 1999年 第36回 大鐘賞 新人監督賞
- 2001年 第6回 釜山国際映画祭 国際映画評論家協会賞
- 2001年 第14回東京国際映画祭 最優秀芸術貢献賞[8]
- 2002年 第38回 百想芸術大賞 映画監督賞
- 2007年 第28回 青龍映画賞 監督賞